# Локвичиці
Локвичиці (хорв. Lokvičići) — населений пункт і громада в Сплітсько-Далматинській жупанії Хорватії.

## Населення
Населення громади за даними перепису 2011 року становило 807 осіб. Населення самого поселення становило 440 осіб.
Динаміка чисельності населення громади:
Динаміка чисельності населення центру громади:

## Населені пункти
Крім поселення Локвичиці, до громади також входить Долича-Драга.

## Клімат
Середня річна температура становить 10,97 °C, середня максимальна – 24,41 °C, а середня мінімальна – -3,12 °C. Середня річна кількість опадів – 954 мм.
| Клімат поселення                              | Клімат поселення | Клімат поселення | Клімат поселення | Клімат поселення | Клімат поселення | Клімат поселення | Клімат поселення | Клімат поселення | Клімат поселення | Клімат поселення | Клімат поселення | Клімат поселення | Клімат поселення |
| Показник                                      | Січ.             | Лют.             | Бер.             | Квіт.            | Трав.            | Черв.            | Лип.             | Серп.            | Вер.             | Жовт.            | Лист.            | Груд.            |                  |
| Середній максимум, °C                         | 7,88             | 8,04             | 11,42            | 15,14            | 19,66            | 23,45            | 24,41            | 24,34            | 20,10            | 15,92            | 10,93            | 8,29             |                  |
| Середня температура, °C                       | 2,38             | 2,54             | 5,91             | 9,64             | 14,16            | 17,95            | 20,25            | 20,20            | 15,95            | 11,77            | 6,77             | 4,14             |                  |
| Середній мінімум, °C                          | −3,12            | −2,96            | 0,42             | 4,15             | 8,66             | 12,46            | 16,08            | 16,04            | 11,79            | 7,61             | 2,61             | −0,02            |                  |
| Норма опадів, мм                              | 79               | 72               | 73               | 80               | 64               | 65               | 44               | 57               | 81               | 107              | 126              | 106              |                  |
| Середньомісячна швидкість вітру, м/с          | 2.83             | 3.23             | 3.24             | 3.04             | 2.69             | 2.41             | 2.36             | 2.27             | 2.56             | 2.68             | 3.19             | 3.28             |                  |
| Середньомісячна сонячна радіація, кДж/м²·день | 5564             | 8150             | 11941            | 16097            | 19760            | 22428            | 24213            | 21366            | 15987            | 10508            | 6030             | 4709             |                  |
| --------------------------------------------- | ---------------- | ---------------- | ---------------- | ---------------- | ---------------- | ---------------- | ---------------- | ---------------- | ---------------- | ---------------- | ---------------- | ---------------- | ---------------- |
| Джерело:                                      |                  |                  |                  |                  |                  |                  |                  |                  |                  |                  |                  |                  |                  |